# Jan Michael Fissé
Jan Michael Fissé, německy Johann Michael Fissé, (1686 Znojmo – 9. ledna 1732 Znojmo) byl český malíř.

## Život
Narodil se v roce 1686 ve Znojmě. Malbu se učil u svého otce malíře Mikuláše Fissého. V dospělosti odjel na studijní cestu do Itálie. Po návratu domů se usadil v rodném Znojmě. Věnoval se převážně vytváření nástěnných maleb a oltářních obrazů. Působil převážně na Moravě.
Zemřel 9. ledna 1732 ve Znojmě.